# It Was Written
It Was Written – drugi album studyjny amerykańskiego rapera Nasa. Został wydany 2 lipca 1996 roku nakładem wytwórni Columbia Records. Dnia 6 września 1996 r. album uzyskał status podwójnej platyny przez RIAA.

## Lista utworów
| Nr  | Tytuł utworu                                              | Tekst                                                                                     | Producent                                   | Długość |
| --- | --------------------------------------------------------- | ----------------------------------------------------------------------------------------- | ------------------------------------------- | ------- |
| 1.  | „Album Intro”                                             | Nasir Jones                                                                               | Nas • Trackmasters                          | 2:24    |
| 2.  | „The Message”                                             | Jones • Samuel Barnes                                                                     | Trackmasters                                | 3:54    |
| 3.  | „Street Dreams”                                           | Jones • Barnes • Annie Lennox • David Stewart                                             | Trackmasters                                | 4:39    |
| 4.  | „I Gave You Power”                                        | Jones • Christopher Martin                                                                | DJ Premier                                  | 3:52    |
| 5.  | „Watch Dem Niggas” (gość. Foxy Brown)                     | Jones • Barnes                                                                            | Trackmasters                                | 4:04    |
| 6.  | „Take It in Blood”                                        | Jones • Randy Walker • Cleveland Horne • Joseph Pruitt • James Epps, Jr. • Wallace Childs | Live Squad • Lo Ground & Top General Sounds | 4:48    |
| 7.  | „Nas Is Coming” (gość. Dr. Dre)                           | Jones • Andre Young                                                                       | Dr. Dre                                     | 5:41    |
| 8.  | „Affirmative Action” (gość. AZ, Cormega oraz Foxy Brown)  | Jones • Anthony Cruz • Cory McKay • Inga Marchand • Jean-Claude Olivier • Barnes          | Dave Atkinson • Trackmasters                | 4:19    |
| 9.  | „The Set Up” (gość. Havoc)                                | Jones • Kejuan Muchita                                                                    | Havoc                                       | 4:01    |
| 10. | „Black Girl Lost” (gość. Joel Hailey)                     | Jones • LeShan Lewis • James Mtume • Reggie Lucas                                         | L.E.S. • Trackmasters                       | 4:23    |
| 11. | „Suspect”                                                 | Jones • Lewis                                                                             | L.E.S.                                      | 4:12    |
| 12. | „Shootouts”                                               | Jones • Olivier • Richard Pimente                                                         | Trackmasters • Kirk Goddy                   | 3:46    |
| 13. | „Live Nigga Rap” (gość. Mobb Deep)                        | Jones • Muchita                                                                           | Havoc                                       | 3:45    |
| 14. | „If I Ruled the World (Imagine That)” (gość. Lauryn Hill) | Jones • Olivier • Kurtis Walker                                                           | Trackmasters • Rashad Smith                 | 4:42    |
|     |                                                           |                                                                                           |                                             | 58:30   |

### Wersja kasetowa (utwór dodatkowy)
| Nr | Tytuł utworu    | Tekst                                       | Producent  | Długość |
| -- | --------------- | ------------------------------------------- | ---------- | ------- |
| 1. | „Silent Murder” | Nasir Jones • Randy Walker • Romeo • Browne | Live Squad | 3:24    |
|    |                 |                                             |            | 3:24    |